# Wei Meng
Wei Meng (en chino: 魏萌; Laizhou, 14 de junio de 1989) es una deportista china que compite en tiro, en la modalidad de tiro al plato.
Participó en dos Juegos Olímpicos de Verano, obteniendo una medalla de bronce en Tokio 2020, en la prueba de skeet, y el cuarto lugar en Río de Janeiro 2016, en la misma prueba. Ganó dos medallas en el Campeonato Mundial de Tiro al Plato de 2019, plata en skeet y bronce en skeet mixto.

## Palmarés internacional
| Juegos Olímpicos   | Juegos Olímpicos | Juegos Olímpicos  | Juegos Olímpicos |
| Año                | Lugar            | Medalla           | Prueba           |
| ------------------ | ---------------- | ----------------- | ---------------- |
| 2020               | Tokio (Japón)    | Medalla de bronce | Skeet            |
| Campeonato Mundial |                  |                   |                  |
| Año                | Lugar            | Medalla           | Prueba           |
| 2019               | Lonato (Italia)  | Medalla de plata  | Skeet            |
| 2019               | Lonato (Italia)  | Medalla de bronce | Skeet mixto      |